# Latrine-incident van Erfurt

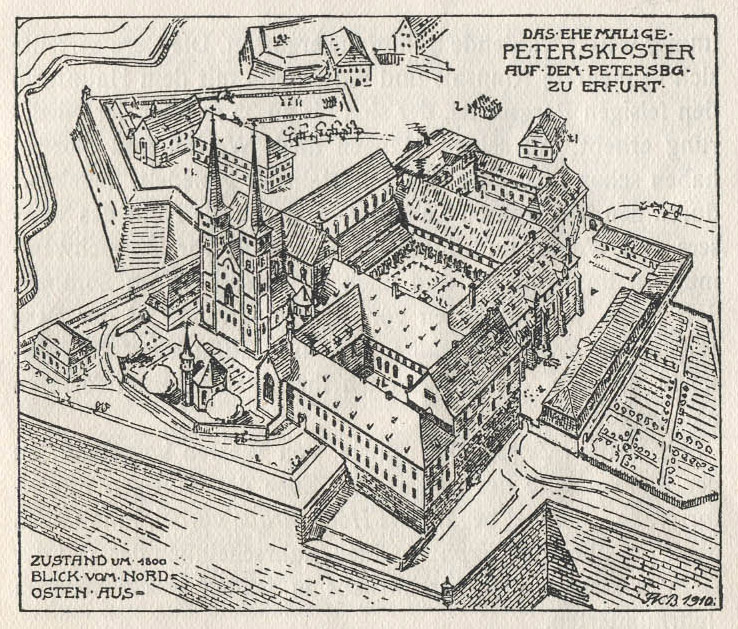
Tekening van de gebouwen van het Sint-Pietersklooster, inclusief de Sint-Pieterskerk, circa 1800

Het latrine-incident van Erfurt (Duits: Erfurter Latrinensturz) was een ongeval op 26 juli 1184 in de stad Erfurt in het Landgraafschap Thüringen. Tijdens een vergadering van edelen uit het Heilige Roomse Rijk in de Sint-Pieterskerk in Erfurt (nu gelegen in de Petersbergcitadel), georganiseerd door koning Hendrik VI om te bemiddelen in de vete tussen landgraaf Lodewijk III en Koenraad III aartsbisschop van Mainz, zakten de aanwezigen door de vermolmde houten vloer en vielen ze in de latrines in de kelder. Mogelijk rond de zestig personen, onder wie vele edelen, overleden door de val of door verdrinking in menselijke uitwerpselen. Koning Hendrik en de aartsbisschop bleven ongedeerd omdat ze in gemetselde nissen zaten; landgraaf Lodewijk overleefde de val.